# São Benedito do Rio Preto
São Benedito do Rio Preto este un oraș în unitatea federativă Maranhão (MA), Brazilia.